# 喬許·貝爾
約書亞·埃文·貝爾（英語：Joshua Evan Bell，1992年8月14日—），為美國職棒大聯盟的一壘手，目前效力於華盛頓國民。他先前曾效力過海盜、國民、教士、守護者、馬林魚與響尾蛇等隊。他在2016年登上大聯盟，2019年入選明星賽。

## 職業生涯

### 匹茲堡海盜

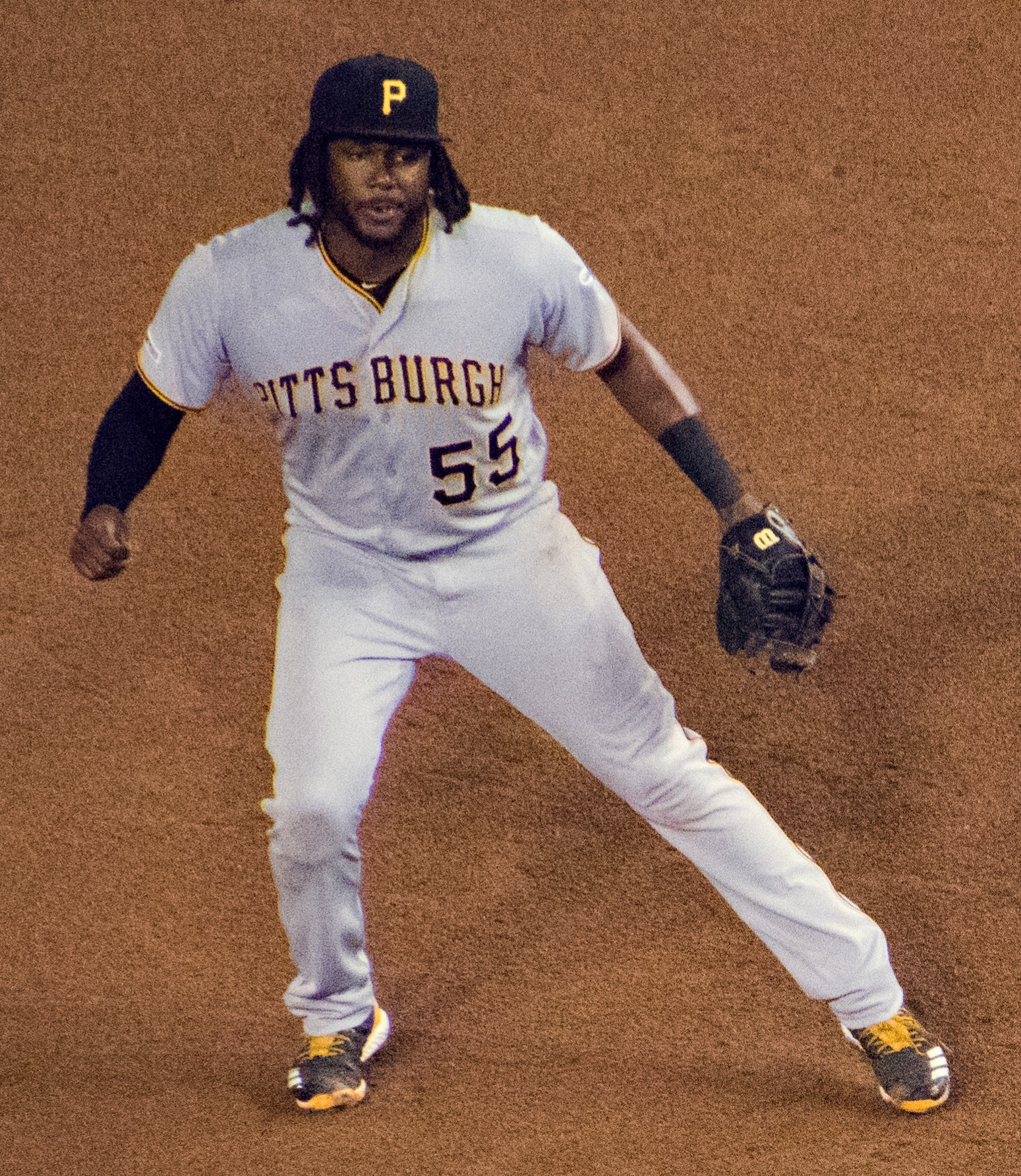
2019年的貝爾

2016年7月8日，貝爾登上大聯盟。他在隔天就敲出生涯首發滿貫砲。整季他的打擊率為2成73，並敲出3轟與19分打點。
2017年2月1日，貝爾進行膝蓋手術，不過他治療期間仍持續帶傷上陣。9月4日，他敲出單季第24轟，刷新菜鳥左右開弓打者的單季全壘打紀錄。最後他在新人王票選上拿下第三，僅次於科迪·貝林傑和Paul DeJong。整季他的打擊率為2成55，並敲出26轟與90分打點。隔年他的打擊率為2成61，並敲出12轟與62分打點。
2019年5月8日，貝爾成為海盜隊史第四位將球打出球場外直接進河裡的選手。而他在兩週後又再次達成此成就，成為海盜隊史第一人。他在上半季的打擊率高達3成02，並敲出27轟與84分打點，成功入選明星賽。同時他還參加全壘打大賽，最後止步於第一輪。而貝爾在下半季陷入大低潮，最終他的打擊率為2成77，並敲出37轟與116分打點。
2020年，他和球隊簽下480萬美元的合約。而他在縮水賽季繳出2成26的打擊率，並敲出8轟與22分打點。

### 華盛頓國民

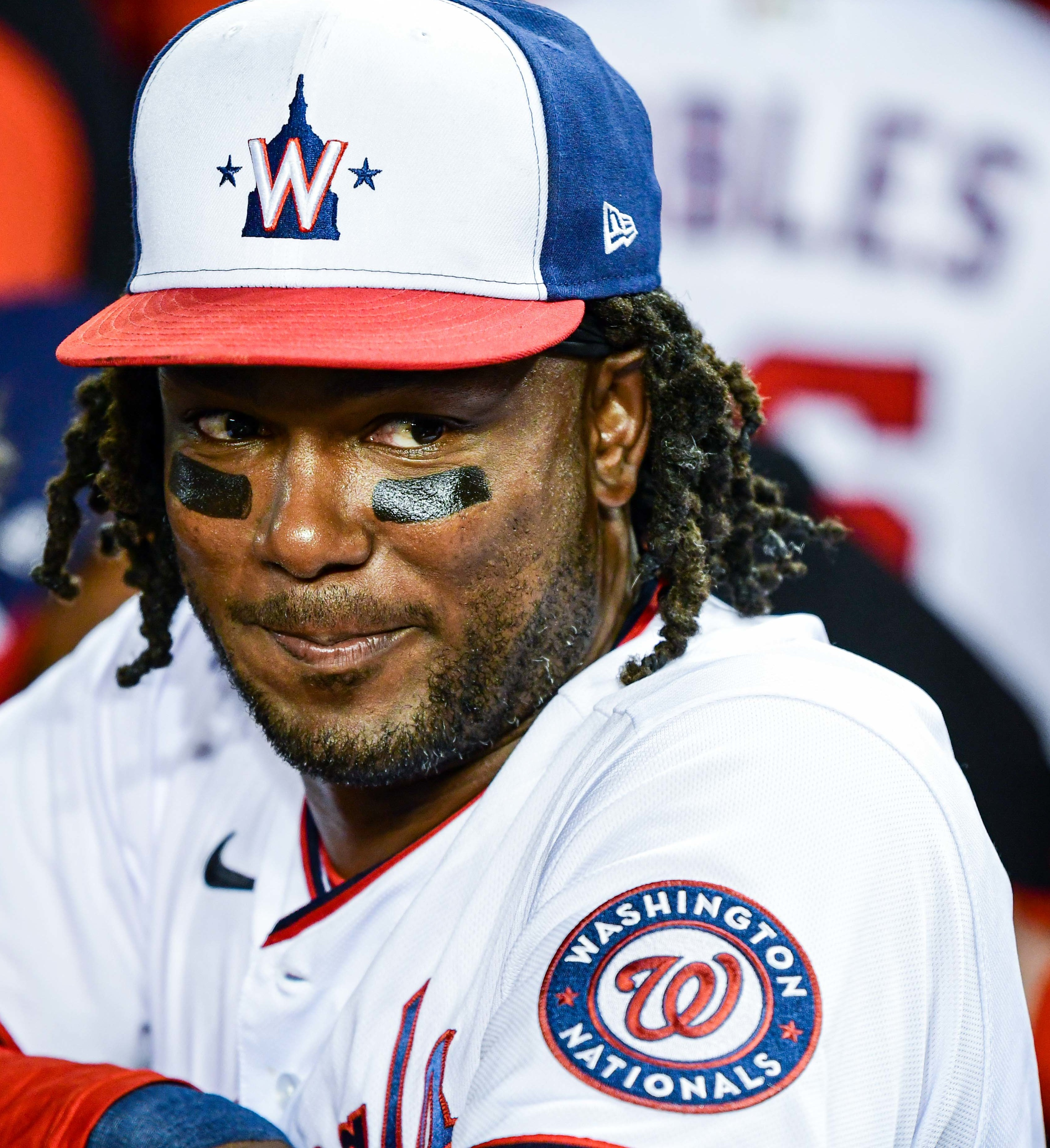
2022年的貝爾

2020年12月24日，海盜將貝爾交易到國民，換來Wil Crowe及Eddy Yean。他和國民隨即簽下1年635萬美元的合約。整季他的打擊率為2成61，並敲出27轟與88分打點。球季結束後，他再和國民簽下1年1,000萬美元的合約。該年他繳出3成01的打擊率，並敲出14轟。

### 聖地牙哥教士
2022年8月2日，國民將貝爾和胡安·索托交易到教士，換來麥肯齊·高爾、盧克·沃伊特、CJ Abrams、James Wood、Jarlin Susana和Robert Hassell。他在8月20日敲出在教士隊的首轟。整季他在教士隊僅繳出1成92的打擊率，這也導致他在季後賽沒有上場機會。

### 克里夫蘭守護者
2022年12月12日，貝爾與守護者簽下2年3,300萬美元的合約。2023年，他繳出2成33的打擊率，並敲出8轟與48分打點。

### 邁阿密馬林魚
2023年8月1日，守護者將貝爾交易到馬林魚，換來金恩·塞古拉和Kahlil Watson。

## 外部連結
- 球員資訊和成績在MLB ，ESPN ，Retrosheet ，Baseball Reference ，Baseball Reference (Minors) ，Fangraphs ，The Baseball Cube （英文）
- 喬許·貝爾的X（前Twitter）